# Marie Terezie Bourbonská
Marie Terezie Šarlota (19. prosince 1778 Versailles – 19. října 1851 Lanzenkirchen) byla nejstarším dítětem francouzského krále Ludvíka XVI. a královny Marie Antoinetty a jejich jediným dítětem, které se dožilo dospělosti. V roce 1799 se provdala za svého bratrance Ludvíka Antonína, vévodu z Angoulême, nejstaršího syna Karla, hraběte z Artois, a stala se tak vévodkyní z Angoulême.
Po nástupu svého strýce a tchána Karla X. na francouzský trůn v roce 1824 se stala dauphine Francie.
Dne 2. srpna 1830, po červencové revoluci, podepsali Karel X. i její manžel s dvacetiminutovým odstupem abdikační listinu. Některé populární prameny ji označují za krátce vládnoucí královnu Francie v dvacetiminutovém intervalu mezi podpisy, ale odborné prameny to obecně považují za mýtus. Podle Legitimistů je však nezpochybnitelnou legitimní královnou Francie v letech 1836 až 1844.

## Raný život (1778–1789)

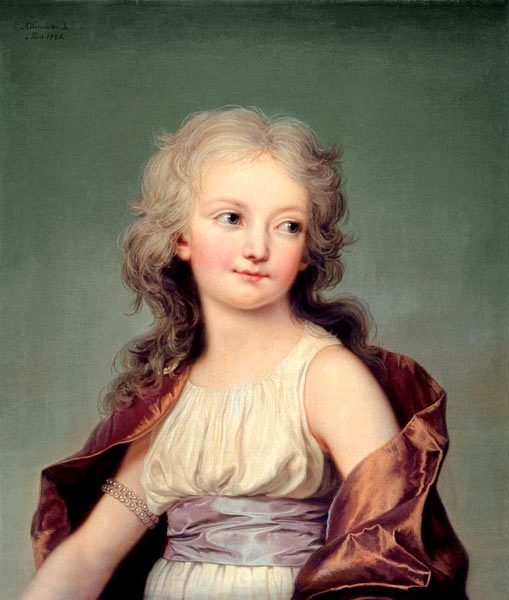
Marie Terezie na portrétu Adolfa Ulrika Wertmüllera, 1786

Marie Terezie Šarlota se narodila 19. prosince 1778 ve Versailleském zámku jako první dítě (po osmi letech manželství rodičů) a nejstarší dcera krále Ludvíka XVI. a královny Marie Antoinetty. Jako dcera francouzského krále byla fille de France (česky dcera Francie) a jako nejstarší dcera krále byla po narození titulována jako Madame Royale.

Marie Antoinetta během porodu málem zemřela na udušení kvůli přeplněné a nevětrané místnosti, což donutilo muže rozbít okna, která byla na zimu zavřená, a pokusit se ji oživit. V důsledku tohoto hrůzného zážitku Ludvík XVI. zakázal veřejné sledování porodu a dovolil, aby se svědky narození dalších královských dětí stali pouze nejbližší členové rodiny a hrstka důvěryhodných dvořanů. Když byla oživena, královna svou dceru (které později přezdívala Mousseline la sérieuse) s radostí přivítala:
Ubohé děvčátko, nejsi to, po čem se toužilo, ale proto mi nejsi o nic méně drahá. Syn by byl majetkem státu. Budeš moje, budeš mít mou nedělitelnou péči, budeš sdílet všechna má štěstí a budeš mi ulehčovat mé utrpení...
Marie Terezie byla pokřtěna v den svého narození a jméno dostala po své babičce z matčiny strany, císařovně Marii Terezii. Její druhé jméno, Šarlota, bylo po matčině oblíbené sestře, Marii Karolíně Rakouské, královně neapolské a sicilské, která byla v rodině známá jako Šarlota.
Domácnost Marie Terezie vedla její guvernantka, princezna Viktorie de Rohan-Guéméné, která později musela kvůli bankrotu svého manžela odstoupit a nahradila ji jedna z nejbližších královniných přítelkyň, Yolande de Polastron, vévodkyně z Polignacu. Skutečnou péči však zajišťovaly podguvernantky, zejména baronka Marie Angélique de Mackau. Ludvík XVI. byl láskyplný otec, který svou dceru rád rozmazloval, zatímco její matka byla přísnější.

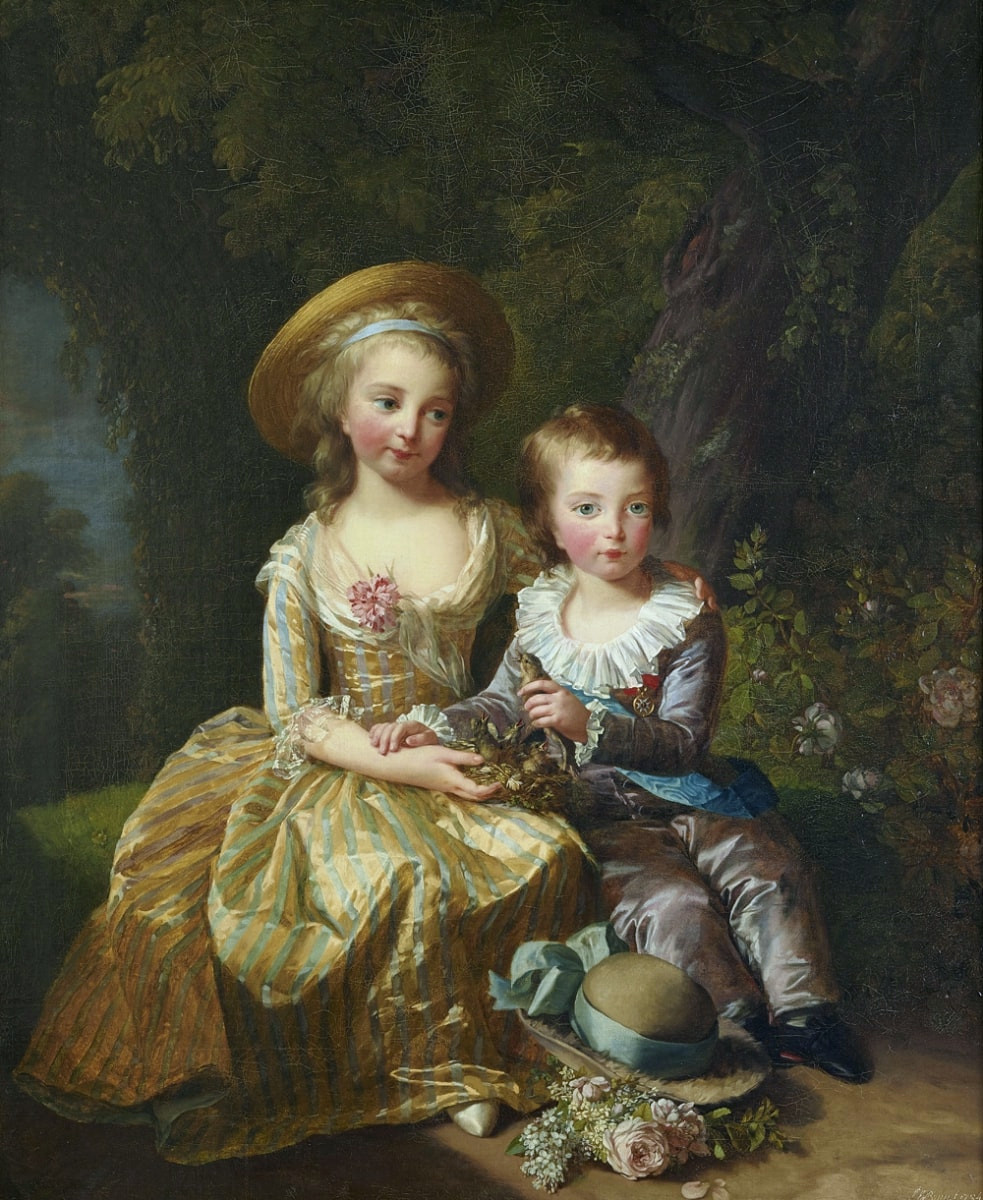
Marie Terezie se svým bratrem Ludvíkem Josefem (autorka Élisabeth Vigée Le Brun, 1785)

Marie Antoinetta byla rozhodnutá, že její dcera nesmí vyrůst v takovou povýšenost jako neprovdané tety jejího manžela. Často zvala děti nižšího postavení, aby přišly k Marii Terezii na večeři, a podle některých svědectví ji povzbuzovala, aby své hračky rozdávala chudým. V kontrastu se svým obrazem materialistické královny, která ignorovala těžkou situaci chudých, se Marie Antoinetta snažila svou dceru poučit o utrpení druhých. Jedna zpráva, sepsaná stranickým zdrojem několik let po její smrti, uvádí, že na Nový rok 1784, poté, co Marie Antoinetta nechala do svého bytu přinést několik krásných hraček, jí řekla:
Tohle všechno bych ti ráda dala jako novoroční dárek, ale zima je velmi krutá, je tu spousta nešťastných lidí, kteří nemají co jíst, nemají co na sebe, nemají dřevo na rozdělání ohně. Dala jsem jim všechny své peníze, nezbyly mi žádné, abych ti koupila dárky, takže letos žádné nebudou.
K Marii Terezii přibyli dva bratři a sestra: v roce 1781 Ludvík Josef Xaver František, dauphin francouzský, v roce 1785 Ludvík Karel, vévoda normandský, a v roce 1786 Žofie Helena Beatrice. Ze všech svých sourozenců měla nejblíže k Ludvíku Josefovi a po jeho smrti k Ludvíku Karlovi. Jako mladá dívka byla Marie Terezie známá jako poměrně atraktivní dívka s krásnýma modrýma očima, která zdědila vzhled po své matce a babičce z matčiny strany a jako jediná ze čtyř dětí svých rodičů se dožila věku 10 let.

## Život během revoluce (1789–1795)

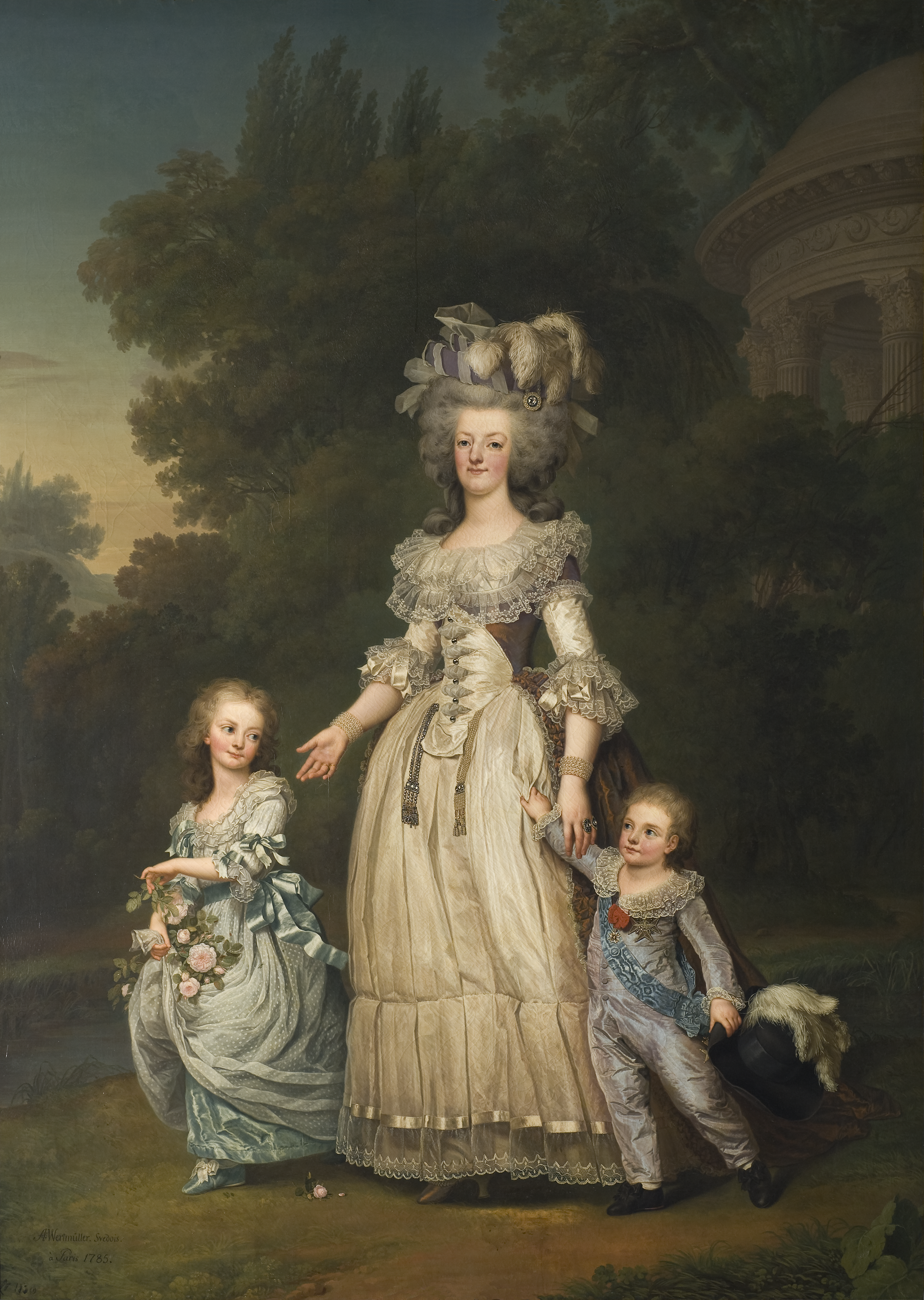
Marie Terezie Šarlota se svou matkou Marií Antoinettou a jejím bratrem Ludvíkem Josefem, francouzským dauphinem, v zahradách Malého Trianonu (autor: Adolf Ulrik Wertmüller, 1785)

V době, kdy Marie Terezie dospívala, nabýval proces směřující k Francouzské revoluci na obrátkách. Sociální nespokojenost smíšená s ochromujícím rozpočtovým deficitem vyvolala výbuch protiabsolutistických nálad. V roce 1789 se Francie řítila k revoluci v důsledku bankrotu způsobeného podporou americké revoluce a vysokých cen potravin v důsledku sucha, což ještě zhoršovali propagandisté, jejichž hlavním terčem opovržení a posměchu byla francouzská královna Marie Antoinetta.
Útoky na královnu byly stále krutější a popularita monarchie prudce klesala. Uvnitř versailleského dvora byla hlavní příčinou nelibosti a hněvu vůči Marii Antoinettě žárlivost a xenofobie. Její neoblíbenost u některých mocných členů dvora, včetně vévody orleánského, vedla k tisku a šíření hanlivých pamfletů, tzv. libelles, které ji obviňovaly z řady sexuálních zvrhlostí, utrácení země do finančního krachu a dalších absurdních dezinformací. Ačkoli se dnes obecně uznává, že královna svými činy k takovému nepřátelství příliš nepřispěla, škody, které tyto pamflety monarchii způsobily, se ukázaly být katalyzátorem nadcházejících otřesů. Tyto pamflety vyvrcholily fingovaným soudním procesem s královnou v roce 1793.
Zhoršující se politická situace však měla na Marii Terezii jen malý vliv. Bezprostřednější tragédie nastala, když v roce 1787 zemřela její mladší sestra Žofie. O dva roky později následoval dauphin Ludvík Josef, který zemřel na tuberkulózu 4. června 1789, uprostřed chaosu generálních stavů.

### Nucený přesun do Tuilerijského paláce v Paříži
Když 14. července 1789 vtrhl ozbrojený dav do Bastily, situace vyvrcholila. Život desetileté Madame Royale začal být ovlivňován, protože několik členů královské domácnosti bylo v zájmu vlastní bezpečnosti posláno do zahraničí. Hrabě z Artois, její strýc, a vévodkyně z Polignacu, guvernantka královských dětí, opustili království na příkaz Ludvíka XVI.
Vévodkyni z Polignacu nahradila Luisa Alžběta de Croÿ, markýza de Tourzel, jejíž dcera Pauline se stala celoživotní přítelkyní Marie Terezie.
5. října se do Versailles vydal ozbrojený dav z Paříže, který chtěl „získat potraviny, o nichž se domníval, že jsou tam uskladněny“, a prosazovat politické požadavky. Po vpádu do paláce v časných ranních hodinách 6. října, kdy byla královna téměř zavražděna ve své posteli a kdy se královská rodina musela uchýlit do královského bytu, dav požadoval a dosáhl přesunu krále a jeho rodiny do pařížského paláce Tuileries.
Se zhoršující se politickou situací si Ludvík XVI. a Marie Antoinetta uvědomili, že jsou v ohrožení života, a přistoupili na plán útěku, který zorganizoval s pomocí Axela von Fersena. Podle plánu měla královská rodina uprchnout do severovýchodní pevnosti Montmédy, roajalistické bašty, ale pokus o útěk byl zadržen ve Varennes a rodina byla zatčena a eskortována zpět do Paříže.

### Uvěznění
10. srpna 1792, poté co královská rodina požádala o azyl Zákonodárného shromáždění, byl Ludvík XVI. sesazen, ačkoli monarchie byla zrušena až 21. září. Dne 13. srpna byla celá královská rodina uvězněna v Square du Temple, pozůstatku bývalé středověké pevnosti. Dne 21. ledna 1793 byl Ludvík XVI. popraven gilotinou a v té době byl roajalisty uznán za francouzského krále Ludvíka XVII. mladší bratr Marie Terezie Ludvík Karel.
V březnu 1793 přišel generál Charles François Dumouriez s nápadem obnovit monarchii a osvobodit Marii Antoinettu a její děti. Jeho spojenec, dvacetiletý vévoda ze Chartres, se hodlal oženit s Marií Terezií. Když se jim nepodařilo získat podporu vojáků, odešli směrem k rakouskému táboru a žili ve vyhnanství.
O tři měsíce později, 3. července 1793 večer, vstoupily stráže do komnat královské rodiny, násilím odvedly osmiletého Ludvíka Karla a svěřily ho do péče násilnického Antoina Simona, ševce a chrámového komisaře. V jejich komnatách v pevnosti Temple zůstaly Marie Antoinetta, Marie Terezie a Madame Alžběta, nejmladší sestra Ludvíka XVI. Když byla Marie Antoinetta o měsíc později, v noci z 2. na 3. srpna, odvezena do Conciergerie, Marie Terezie byla ponechána v péči své tety Alžběty, která byla však 9. května 1794 odvezena a následujícího dne popravena. Z královských vězňů v Templu přežila Marie Terezie Šarlota jako jediná období hrůzovlády.

Její pobyt v pevnosti Temple byl ve znamení samoty a často velké nudy. Dvě knihy, které měla, slavnou modlitební knihu s názvem Následování Krista a Cesty od Jeana-Françoise de La Harpe, četla stále dokola, až ji omrzely. Její žádost o další knihy však byla vládními úředníky zamítnuta a mnoho dalších žádostí bylo často odmítnuto, zatímco ona musela často snášet poslouchat bratrův pláč a křik, kdykoli byl bit. Dne 11. května navštívil Marii Terezii Robespierre, ale o tomto rozhovoru neexistuje žádný záznam. Během věznění se Marie Terezie nikdy nedozvěděla, co se stalo její rodině. Věděla jen, že její otec je mrtvý. Na stěnu jejího pokoje ve věži byla vyškrábána následující slova:
Marie Terezie Šarlota je nejnešťastnější člověk na světě. Nemůže získat žádné zprávy o své matce, ani se s ní znovu setkat, ačkoli o to tisíckrát žádala. Žij, má dobrá matko, kterou velmi miluji, ale o níž nemohu slyšet žádné zprávy. Ó můj otče, bdi nade mnou z nebes. Ó můj Bože, odpusť těm, kdo způsobili, že moji rodiče trpí.
Koncem srpna 1795 se Marie Terezie konečně dozvěděla, co se stalo s její rodinou. Když se dozvěděla o osudu každého z nich, rozrušená Marie Terezie se rozplakala a hlasitě vzlykala úzkostí a žalem.
Teprve po skončení teroru mohla Marie Terezie opustit Francii. Osvobozena byla 18. prosince 1795, v předvečer svých sedmnáctých narozenin, vyměněna za prominentní francouzské vězně (Pierre Riel de Beurnonville, Jean-Baptiste Drouet, Hugues-Bernard Maret, Armand-Gaston Camus, Nicolas Marie Quinette a Charles-Louis Huguet de Sémonville) a odvezena do Vídně, hlavního města svého bratrance, císaře Svaté říše římské Františka II. a zároveň rodiště své matky.

## Život v exilu  (1795–1814)

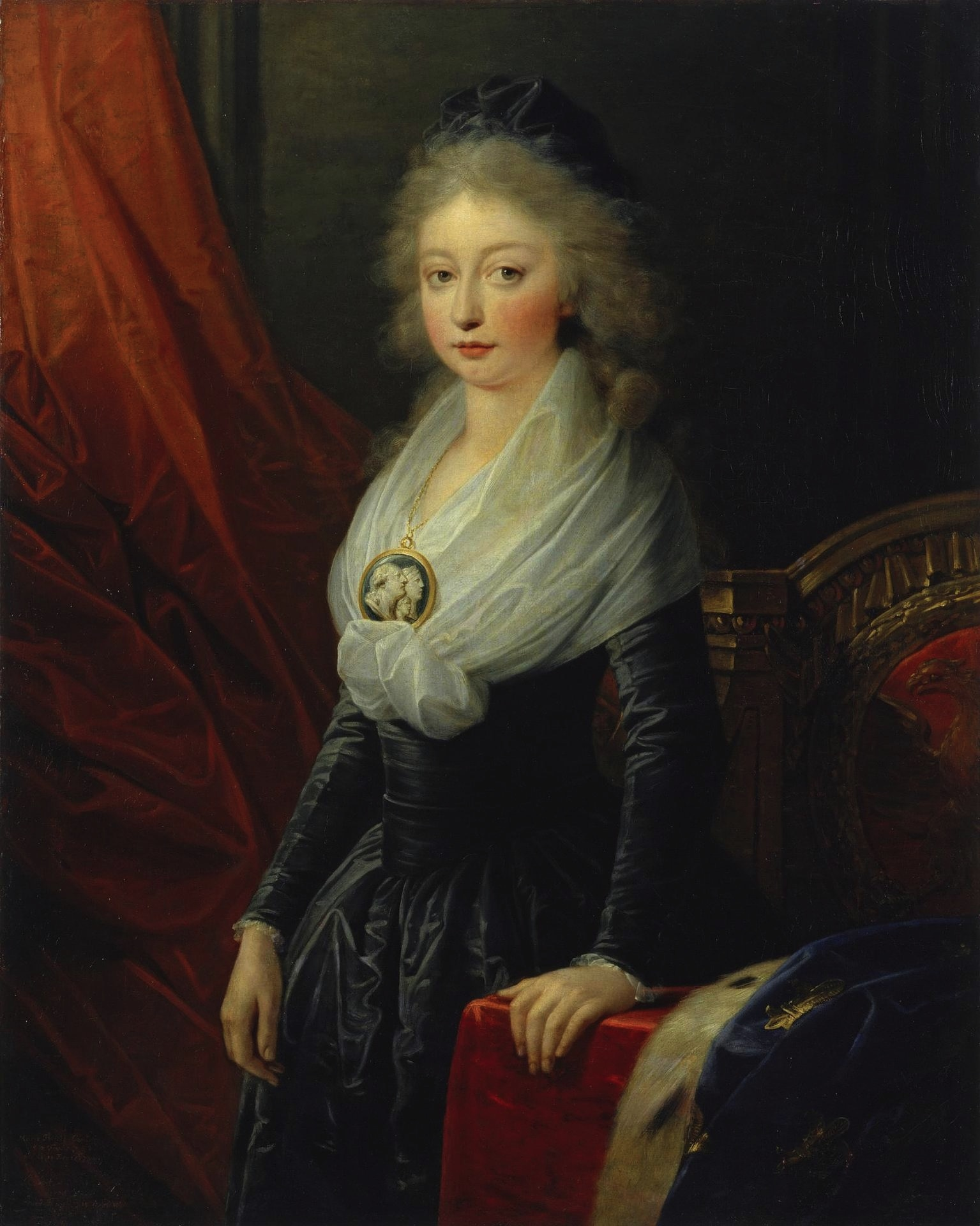
Marie Terezie ve Vídni v roce 1796 krátce po svém odjezdu z Francie (autor Heinrich Friedrich Füger)

Marie Terezie dorazila do Vídně 9. ledna 1796 večer, 22 dní poté, co opustila chrám Temple.
Později se přestěhovala do Mitau v Kuronsku (dnes Jelgava, Lotyšsko), kde žil nejstarší přeživší bratr jejího otce, hrabě z Provence, jako host ruského cara Pavla I. Ten se po smrti bratra Marie Terezie stal jako Ludvík XVIII. legitimním králem Francie. Protože neměl vlastní děti, přál si, aby se jeho neteř provdala za svého bratrance Ludvíka Antonína, vévodu z Angoulême, syna jeho bratra, hraběte z Artois. Marie Terezie souhlasila.
Ludvík Antonín byl plachý, koktavý mladík. Jeho otec se snažil Ludvíka XVIII. od sňatku odradit. Svatba se však uskutečnila 10. června 1799 v paláci Jelgava. Pár přišel o dítě v roce 1813.

### Život v Británii
Královská rodina se přestěhovala do Velké Británie, kde se usadila v Hartwell House v hrabství Buckinghamshire, zatímco její tchán trávil většinu času v Edinburghu, kde mu byly přiděleny apartmány v paláci Holyrood.
Dlouhá léta exilu ukončila abdikace Napoleona Bonaparta v roce 1814 a první bourbonská restaurace, kdy byl Ludvík XVIII. dosazen na francouzský trůn, 21 let po smrti svého bratra Ludvíka XVI.

## Restaurace Bourbonů (1814–1830)
Ludvík XVIII. se snažil najít střední cestu mezi liberály a ultraroajalisty vedenými hrabětem z Artois. Pokusil se také potlačit řadu mužů, kteří se hlásili k dávno ztracenému mladšímu bratrovi Marie Terezie, Ludvíku XVII. Tito pretendenti způsobili princezně velké trápení.
Návrat Marii Terezii emocionálně vyčerpal a nedůvěřovala mnoha Francouzům, kteří podporovali republiku nebo císařství. Navštívila místo, kde zemřel její bratr, a hřbitov Madeleine, kde byli pohřbeni její rodiče. Královské ostatky byly exhumovány 18. ledna 1815 a znovu pohřbeny v bazilice Saint-Denis, královské nekropoli Francie, 21. ledna 1815, v den 22. výročí smrti Ludvíka XVI.
V březnu 1815 se Napoleon vrátil do Francie, rychle si začal získávat příznivce a v období známém jako Stodenní císařství shromáždil armádu. Ludvík XVIII. uprchl z Francie, ale Marie Terezie, která se v té době nacházela v Bordeaux, se pokusila shromáždit místní vojsko. Vojáci souhlasili, že ji budou bránit, ale že nevyvolají občanskou válku s Napoleonovými vojsky. Marie Terezie zůstala v Bordeaux i přes Napoleonův příkaz, aby byla zatčena. Když dorazila jeho armáda, generál Clauzel si vynutil její odchod. V přesvědčení, že její věc je ztracena, a aby ušetřila Bordeaux nesmyslné zkázy, nakonec souhlasila s odchodem. Její jednání přimělo Napoleona k poznámce, že je „jediným mužem ve své rodině."
Po Napoleonově porážce u Waterloo 18. června 1815 byl podruhé obnoven rod Bourbonů a Ludvík XVIII. se vrátil do Francie.
13. února 1820 došlo k tragédii, když byl mladší syn hraběte z Artois, vévoda z Berry, zavražděn bonapartistou a sedlářem Louisem Pierrem Louvelem. Krátce nato královskou rodinu rozveselila zpráva, že vévodkyně z Berry byla v době manželovy smrti těhotná. Dne 29. září 1820 porodila syna Jindřicha, vévodu z Bordeaux, „zázračné dítě“, který později jako bourbonský pretendent na francouzský trůn přijal titul hraběte ze Chambordu.

### Madame la Dauphine

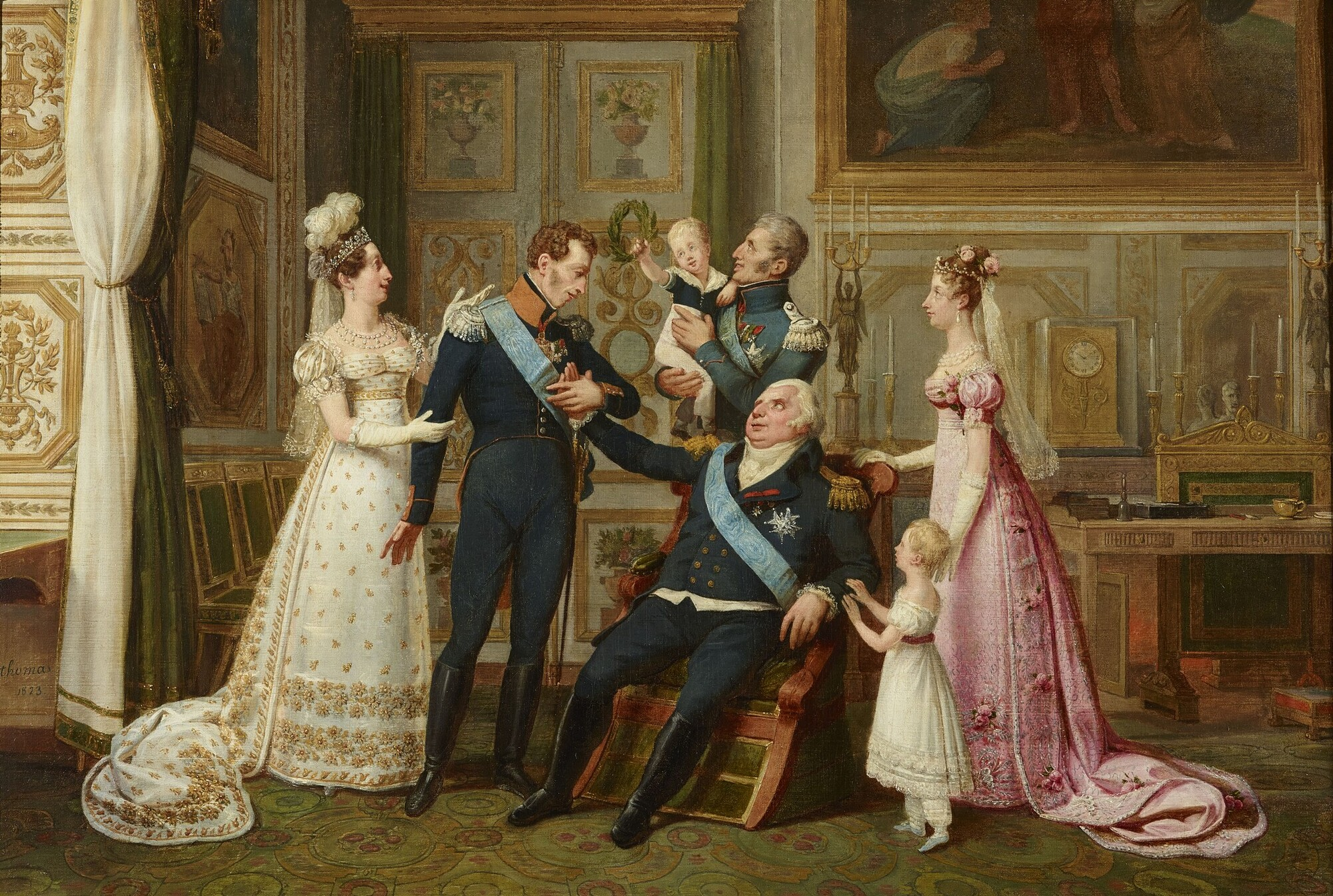
Rod Bourbonů v roce 1823, autor Jean-Baptiste Thomas. Zleva doprava: Marie Terezie Šarlota, Madame Royale; Ludvík Antonín, vévoda z Angoulême; princ Jindřich Bourbonský; Karel Filip, hrabě z Artois; Ludvík XVIII; princezna Luisa Marie Terezie z Artois; Marie Karolína, vévodkyně z Berry.

Ludvík XVIII. zemřel 16. září 1824 a jeho nástupcem se stal jeho mladší bratr, hrabě z Artois, jako Karel X. Manžel Marie Terezie byl nyní následníkem trůnu a ona byla titulována jako Madame la Dauphine. Je jedinou dauphine, jejíž otec byl francouzským králem. Protimonarchistické nálady však byly opět na vzestupu. Karlovy ultraroyalistické sympatie si znepřátelily mnoho revolucionářů.
2. srpna 1830, po červencové revoluci, která trvala tři dny, Karel X., který s rodinou odjel na zámek Rambouillet, abdikoval ve prospěch svého syna, který zase abdikoval ve prospěch svého synovce, devítiletého vévody z Bordeaux. Avšak navzdory tomu, že ho Karel X. požádal, aby se stal regentem mladého krále, Ludvík Filip, vévoda orleánský, si uzurpoval korunu, když ho poslanecká sněmovna jmenovala francouzským králem.
Dne 4. srpna opustila Marie Terezie v dlouhém průvodu Rambouillet a vydala se do nového vyhnanství se svým strýcem, manželem, malým synovcem a jeho matkou, vévodkyní z Berry, a sestrou Luisou d'Artois. Dne 16. srpna rodina dorazila do přístavu Cherbourg, kde se nalodila na loď do Británie. Ludvík Filip se postaral o přípravu odjezdu a odplutí dynastie.

## Poslední exil (1830–1848)

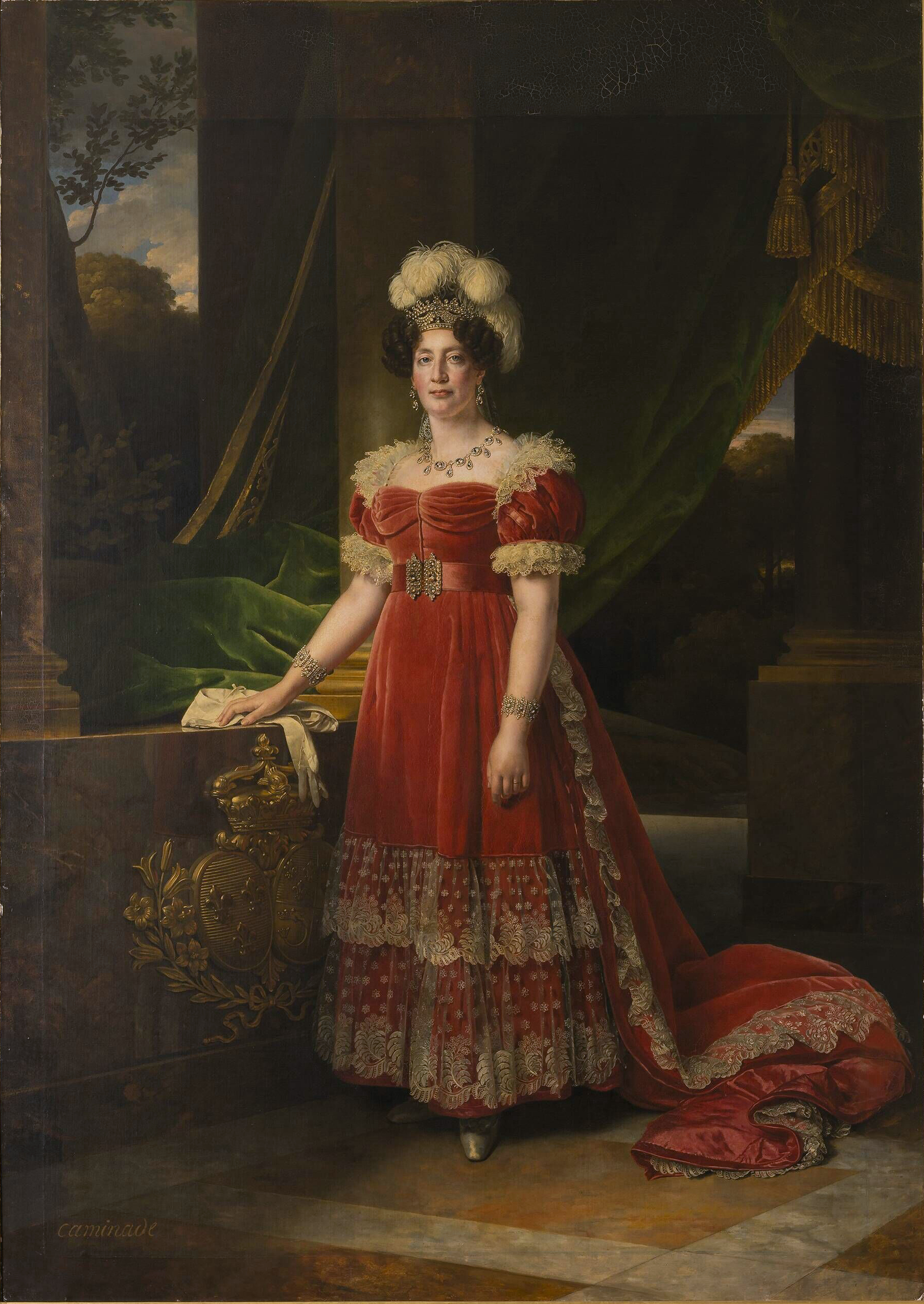
Marie Terezie, vévodkyně z Angoulême, na portrétu Alexandra-Françoise Caminadea, 1827

Královská rodina bydlela na dnešní adrese 22 (tehdy 21) Regent Terrace v Edinburghu až do roku 1833, kdy se Karel X. rozhodl přestěhovat do Prahy jako host bratrance Marie Terezie, Františka I. Rakouského. Přestěhovali se do luxusních apartmánů na Pražském hradě. Později královská rodina Prahu opustila a přestěhovala se na panství hraběte Coroniniho poblíž Gorice, která byla tehdy součástí Rakouska, ale dnes se nachází v Itálii. Marie Terezie obětavě ošetřovala svého strýce během jeho poslední nemoci v roce 1836, kdy zemřel na choleru.
Její manžel zemřel v roce 1844 a byl pohřben vedle svého otce. Marie Terezie se poté přestěhovala na zámek Frohsdorf, barokní zámek nedaleko Vídně, kde trávila dny procházkami, četbou, šitím a modlitbami. Její synovec, který se nyní tituloval jako hrabě ze Chambordu, a jeho sestra se k ní připojili. V roce 1848 skončil režim Ludvíka Filipa revolucí a Francie se podruhé stala republikou.

## Smrt
Marie Terezie zemřela na zápal plic 19. října 1851, tři dny po 58. výročí matčiny smrti. 
Odpočívá vedle svého tchána a manžela v kryptě františkánského kláštera Kostanjevica ve slovinském městě Nova Gorica, tehdy náležejícím do Rakouského císařství pod jménem Görz, klášter samotný byl znám jako Castagnavizza. Marie Terezie zůstala až do smrti oddanou katoličkou.
Později byli do této krypty uloženi také její synovec Jindřich, hrabě z Chambordu, poslední muž z vyšší linie rodu Bourbonů, jeho manželka, hraběnka ze Chambordu (dříve arcivévodkyně Marie Tereza Rakouská-Este, dcera Františka IV., vévody modenského, a jeho manželky, princezny Marie Beatrice Savojské), a jediná sestra hraběte, Luisa, vévodkyně parmská. Byl zde pohřben také slavný starožitník vévoda z Blacasu, a to na počest jeho oddané dlouholeté služby jako ministra Ludvíka XVIII. a Karla X.

## Vývod z předků
|                          |                                             |  |                    |                                          |  |  |  |  |  |  |  | Ludvík Francouzský |
|                          |                                             |  |                    |                                          |  |  |  |  |  |  |  |                    |
|                          | Ludvík XV.                                  |  |                    |                                          |  |  |  |  |  |  |  |                    |
|                          |                                             |  |                    |                                          |  |  |  |  |  |  |  |                    |
|                          |                                             |  |                    | Marie Adelaide Savojská                  |  |  |  |  |  |  |  |                    |
|                          |                                             |  |                    |                                          |  |  |  |  |  |  |  |                    |
|                          | Ludvík Ferdinand Bourbonský                 |  |                    |                                          |  |  |  |  |  |  |  |                    |
|                          |                                             |  |                    |                                          |  |  |  |  |  |  |  |                    |
|                          |                                             |  |                    | Stanislav I. Leszczyński                 |  |  |  |  |  |  |  |                    |
|                          |                                             |  |                    |                                          |  |  |  |  |  |  |  |                    |
|                          | Marie Leszczyńská                           |  |                    |                                          |  |  |  |  |  |  |  |                    |
|                          |                                             |  |                    |                                          |  |  |  |  |  |  |  |                    |
|                          |                                             |  |                    | Kateřina Opalinská                       |  |  |  |  |  |  |  |                    |
|                          |                                             |  |                    |                                          |  |  |  |  |  |  |  |                    |
|                          | Ludvík XVI.                                 |  |                    |                                          |  |  |  |  |  |  |  |                    |
|                          |                                             |  |                    |                                          |  |  |  |  |  |  |  |                    |
|                          |                                             |  |                    | August II. Silný                         |  |  |  |  |  |  |  |                    |
|                          |                                             |  |                    |                                          |  |  |  |  |  |  |  |                    |
|                          | August III. Polský                          |  |                    |                                          |  |  |  |  |  |  |  |                    |
|                          |                                             |  |                    |                                          |  |  |  |  |  |  |  |                    |
|                          |                                             |  |                    | Kristýna Eberhardýna Hohenzollernská     |  |  |  |  |  |  |  |                    |
|                          |                                             |  |                    |                                          |  |  |  |  |  |  |  |                    |
|                          | Marie Josefa Saská                          |  |                    |                                          |  |  |  |  |  |  |  |                    |
|                          |                                             |  |                    |                                          |  |  |  |  |  |  |  |                    |
|                          |                                             |  |                    | Josef I. Habsburský                      |  |  |  |  |  |  |  |                    |
|                          |                                             |  |                    |                                          |  |  |  |  |  |  |  |                    |
|                          | Marie Josefa Habsburská                     |  |                    |                                          |  |  |  |  |  |  |  |                    |
|                          |                                             |  |                    |                                          |  |  |  |  |  |  |  |                    |
|                          |                                             |  |                    | Amálie Vilemína Brunšvicko-Lüneburská    |  |  |  |  |  |  |  |                    |
|                          |                                             |  |                    |                                          |  |  |  |  |  |  |  |                    |
| Marie Terezie Bourbonská |                                             |  |                    |                                          |  |  |  |  |  |  |  |                    |
|                          |                                             |  |                    |                                          |  |  |  |  |  |  |  |                    |
|                          |                                             |  | Karel V. Lotrinský |                                          |  |  |  |  |  |  |  |                    |
|                          |                                             |  |                    |                                          |  |  |  |  |  |  |  |                    |
|                          | Leopold Josef Lotrinský                     |  |                    |                                          |  |  |  |  |  |  |  |                    |
|                          |                                             |  |                    |                                          |  |  |  |  |  |  |  |                    |
|                          |                                             |  |                    | Eleonora Marie Josefa Habsburská         |  |  |  |  |  |  |  |                    |
|                          |                                             |  |                    |                                          |  |  |  |  |  |  |  |                    |
|                          | František I. Štěpán Lotrinský               |  |                    |                                          |  |  |  |  |  |  |  |                    |
|                          |                                             |  |                    |                                          |  |  |  |  |  |  |  |                    |
|                          |                                             |  |                    | Filip I. Orléanský                       |  |  |  |  |  |  |  |                    |
|                          |                                             |  |                    |                                          |  |  |  |  |  |  |  |                    |
|                          | Alžběta Charlotta Orléanská                 |  |                    |                                          |  |  |  |  |  |  |  |                    |
|                          |                                             |  |                    |                                          |  |  |  |  |  |  |  |                    |
|                          |                                             |  |                    | Alžběta Šarlota Falcká                   |  |  |  |  |  |  |  |                    |
|                          |                                             |  |                    |                                          |  |  |  |  |  |  |  |                    |
|                          | Marie Antoinetta                            |  |                    |                                          |  |  |  |  |  |  |  |                    |
|                          |                                             |  |                    |                                          |  |  |  |  |  |  |  |                    |
|                          |                                             |  |                    | Leopold I.                               |  |  |  |  |  |  |  |                    |
|                          |                                             |  |                    |                                          |  |  |  |  |  |  |  |                    |
|                          | Karel VI. Habsburský                        |  |                    |                                          |  |  |  |  |  |  |  |                    |
|                          |                                             |  |                    |                                          |  |  |  |  |  |  |  |                    |
|                          |                                             |  |                    | Eleonora Magdalena Falcko-Neuburská      |  |  |  |  |  |  |  |                    |
|                          |                                             |  |                    |                                          |  |  |  |  |  |  |  |                    |
|                          | Marie Terezie                               |  |                    |                                          |  |  |  |  |  |  |  |                    |
|                          |                                             |  |                    |                                          |  |  |  |  |  |  |  |                    |
|                          |                                             |  |                    | Ludvík Rudolf Brunšvicko-Wolfenbüttelský |  |  |  |  |  |  |  |                    |
|                          |                                             |  |                    |                                          |  |  |  |  |  |  |  |                    |
|                          | Alžběta Kristýna Brunšvicko-Wolfenbüttelská |  |                    |                                          |  |  |  |  |  |  |  |                    |
|                          |                                             |  |                    |                                          |  |  |  |  |  |  |  |                    |
|                          |                                             |  |                    | Kristýna Luisa Öttingenská               |  |  |  |  |  |  |  |                    |
|                          |                                             |  |                    |                                          |  |  |  |  |  |  |  |                    |